# Елисей Янев
Елисей Янев Тодоров (1906 - 1992) е български микробиолог, работил върху механизма на хуморалната имуногенеза, целуларния имунитет и върху антигенната структура на някои паразити на еритроцита.
Основател през 1934 година и първи директор на Областната ветеринарно-бактериологична станция в Пловдив. Инситутът, приемник на Станцията е приеменуван на негово име с решение на Общински съвет-Пловдив с решение N 299 от 11.10.1996 г.
Основава Катедрата по микробиология и имунология при Медицинския университет в Пловдив през 1946 г. , професор е от 1948 и член-кореспондент на БАН от 1962. Директор е на Ветеринарно-бактериологическия институт в Стара Загора от 1942 до 1946.
Член на БКП от 1944 г.
Проф. Елисей Янев е свирил на цигулка и е изпълнявал музикални произведения в цигулково трио, заедно с още двама пловдивски професори проф. Иван Андреев и проф. Юри Тошев.
Критикувал е писателя Димитър Димов (професор, ветеринарен лекар), с когото са работили заедно, за твърде хладното научно описание на характерите в неговите творби. 